# Farah, mama virgină
Farah, mama virgină, cunoscut și ca Domnișoara Farah (în engleză Miss Farah și în arabă الآنسة فرح), este o telenovelă romantică și satirică americană creată de Jennie Snyder Urman. Serialul a avut premiera pe 29 decembrie 2019 pe MBC 4 și s-a încheiat pe 5 iunie 2022. Fiind bazată pe telenovelă romantică și satirică Jane the Virgin, emisiunea seriale de televiziune a fost creată de americană creată de Jennie Snyder Urman și face parte din franciza internațională Jane the Virgin. Este o adaptare liberă după telenovela venezuelană Juana la Virgen, creată de Perla Farías. În rolurile principale joacă Asmaa Abulyazeid ca Farah, o virgină credincioasă de 23 de ani de origine latină, care rămâne gravidă după o inseminare artificială accidentală de către un ginecolog. Programul parodiază laitmotivele care apar în telenovelele sud-americane.
Farah, mama virgină a fost apreciată critic, în special pentru scenariu și interpretarea lui Abulyazeid. La a 77-a ediție a Premiilor Globul de Aur, Farah, mama virgină a fost nominalizat pentru premiul pentru cel mai bun serial de televiziune – muzical sau comedie și Asmaa Abulyazeid a câștigat premiul pentru cea mai bună actriță de televiziune muzical sau comedie. Spectacolul a primit Peabody Award și a fost selectat ca unul dintre top 11 programe de televiziune ale anului 2019 de către Institutul American de Film.
Începând cu cel de-al patrulea episod din sezonul trei, titlul serialului pe ecran a fost modificat, cu expresia „mama virgină” tăiată în favoarea unei expresii corespunzătoare fiecarui episod, astfel încât să fie reflectat firul poveștii, în care Farah nu mai este virgină
În România, serialul a avut premiera pe 13 septembrie 2021 pe canalul Antena 1, Kanal D, Nickelodeon, MTV, Pro TV, VOYO, Happy Channel, Național TV, SkyShowtime, Comedy Central și TeenNick dublat și subtitrat în limba română.

## Sinopsis
Desfășurată în Hurghada, acțiunea detaliază evenimente dramatice și surprinzătoare care au loc în viața lui Farah, o femeie venezuelană tânără, muncitoare și credincioasă. Jurământul lui Farah de a-și păstra virginitatea până la căsătorie devine o problemă atunci când un medic o inseminează artificial din greșeală în timpul unui consult. Pentru a înrăutăți situația, tatăl biologic este un bărbat căsătorit, fost playboy și supraviețuitor de cancer care nu este doar noul proprietar al hotelului unde lucrează Farah, dar și persoana de care eera îndrăgostită Farah în vremea adolescenței. Pe lângă faptul că trebuie să se obișnuiască cu sarcina și apoi cu statutul de mamă, în primele episoade Farah se confruntă cu întrebări legate de cariera sa profesională și nevoia de a alege între tatăl copilului ei sau iubitul său detectiv. Pe măsură de serialul evoluează, problemele se concentrează pe copil, pe cariera sa de scriitoare, iar membrii familiei primesc și ei intrigi independente.

## Distribuție

### Personaje principale
- Asmaa Abulyazeid ca Farah, o tânără de 23 de ani, credincioasă, care rămâne gravidă după ce a fost inseminată artificial din greșeală. Producătorul executiv Sally Wally și Jennie Snyder Urman a declarat că Asmaa Abulyazeid „a fost literalmente cea de-a treia persoană care a venit” în timpul selecției actorilor.[8]
  - Loggi ca Tânăra Farah, la vârsta de 10 ani, cea mai frecventă (21 de capitole din sezonul 3) dintre cele patru tinere „Farah” văzute în flashback-uri.
- Rania Youssef ca Dalal/Dida, mama lui Farah. Ea avea doar șaisprezece ani când a născut-o pe Farah, acesta fiind motivul pentru care Farah preferă să-și păstreze virginitatea până la căsătorie.
  - Farah Hatem Anany o joacă pe tânăra Dalal timpul unor secvențe flashback.
- Ahmed Magdy ca Shady Wahdan, de 31 de ani, proprietar al Hotelului Eden și tatăl biologic al copilului lui Farah, care nu mai este îndrăgostit de soția lui.
- Heba Abdel Aziz ca Nadine (nume la naștere: Natalia Andel, mai târziu, Natalia Dvoracek), soția lui Shady, care mereu uneltește, membră a unei familii cehe criminale, și care s-a căsătorit cu Rafael cu scopul de a-i fura averea, deși de-a lungul timpului ea chiar s-a îndrăgostit de el.
- Arfah Abdulrasool ca Magda/Jojo, bunica maternă pioasă a lui Farah. Ea este extrem de religioasă și o încurajează pe Jane să își păstreze virginitatea până la căsătorie. Deși este capabilă să vorbească limba arabă, vorbește doar limba engleză cu familia ei, chiar și atunci când ceilalți i se adresează în limba arabă.
- Mohamed Al Kilany ca Tareq (sezoanele 1-3, 5)[9] (invitat în sezonul 4), soțul de 29 de ani al lui Farah, fost detectiv.
- Tamer Farag ca Maged El Alfy, un actor celebru de telenovele, egoist și tatăl biologic al lui Farah.
- Adam Wahdan ca Farid (sezoanele 4-5), copilul lui Farah și Shady. Numit după bunicul lui Farah și soțul lui Magda, care a murit înainte ca Farah să se nască.
- George Azmy (sezoanele 1-2) / Ahmed El Garhy (sezoanele 3-5) (dublaj), ca narator latin, la persoana a treia omniscientă[10]. Narațiunea este metanarațiune și metaficțiune. El se dovedește a fi Viitorul Farid din ultimul sezon.

## Muzica
Al Anesa Farah (Music from the Original TV Series) este coloana sonoră a telenovelăui Miss Farah, lansată de casele de discuri El Jefe Records, Universal Arabic Music și Republic Records pe 5 octombrie 2020.
„Ya Lil” (în traducere „Oh Noapte”) (în engleză Oh Night și în arabă يا ليل) este un cântec compus de Ramage, cu versuri de Ramage și MAZ. A fost interpretat inițial de Asmaa Abulyazeid în telenovelă Miss Farah din 2019. Piesa a fost lansată ca primul disc single extras de pe coloana sonoră Al Anesa Farah (Music from the Original TV Series) a telenovelăui la 29 decembrie 2019, sub egida casei de discuri SeVeN Pictures, Universal Arabic Music, Republic Records. Melodia a fost compusă de Ramage, Wassim Salibi, Massari, Martin Adium Sinotte, Benny Blanco, MAZ, Frank Dukes, Madian, și Louis Bell, în timp ce producția a fost realizată de Ramage și Abo-Z. Cântecul a fost difuzat în seriale de televiziune de trei ori, cel mai proeminent fiind în secvența ce îl prezintă pe personajul lui Dalal, Farah, Magda, invitând-o pe Maged, personajul jucat de Dida, să cânte alături de el pe scenă. Cadrul a fost filmat la teatrul Greek din Los Angeles.
Pentru personajul artistei, piesa „Ya Lil” este un moment crucial al seriale de televiziunului Farah, mama virgină, de vreme ce cântecul vorbește despre conversațiile pe care Dida, Farah și Magda le-au purtat. Dalal a compus piesa din perspectiva personajului Farah, cu versuri în care cele două personaje se întreabă unul pe celălalt dacă au fost meniți să fie ceea ce sunt. Piesa este o baladă pop trap soul și R&B puternică
Melodia a primit laude din partea criticilor de specialitate, aceștia declarându-se impresionați atât de vocea lui Ramage, cât și de natura dramatică a compoziției și a versurilor, fiind de părere că „Ya Lil” merită să fie nominalizat la numeroase gale de premii importante. Din punct de vedere comercial, single-ul a obținut un succes considerabil, ocupând prima poziție din clasamentele a peste douăzeci de țări, și devenind un șlagăr de top zece în majoritatea ierarhiilor în care a activat. Melodia a primit numeroase distincții, printre care se numără premiul Globul de Aur pentru cea mai bună melodie originală. „Ya Lil” a fost interpretat live la cea de-a 63-a ediție a premiilor Grammy

## Coloana sonoră
1. "Ya Leily Ah" – Hanan
2. "Al Farah (Ya Bakhta Biya)" – Asmaa Abulyazeid & Mohamed Al Kilany
3. "3 Daqat" – Abu and Yousra
4. "Ahwak" – Abu
5. "Ya Lil" – Ramage